# Бабак Олександр Михайлович
Олександр Михайлович Бабак (нар. 3 лютого 1979, Київ) — український футболіст, воротар Петропавлівсько Борщагівської команди «Чайки». Грав, зокрема, за «Борисфен» (Бориспіль) та «Сталь» (Алчевськ).

## Кар'єра
Вихованець київського футболу. Перший тренер — Андрій Леонідович Броварник. Також у групі юнаків 1979 р. н. під керівництвом Броварника грав, зокрема майбутній футболіст Іван Козоріз.
На професіональному рівні дебютував наприкінці сезону 1997/98, 9 червня 1998 року в складі друголігового «Факела» (Варва) в поєдинку проти «Металурга» (Комсомольське).
У сезонах 1998/99 — 1999/00 грав за команду «Мєдзь» (Лєґніца) у третій за рангом лізі Польщі. Його товаришем у команді був Іван Козоріз.
Першості 2000/01 і 2001/02 воротар провів у друголіговій «Системі-Борекс» (Боярка), з якою в сезоні 2001/02 переміг у групі В другої ліги.
Перейшов до «Борисфена» (Бориспіль), у складі якого посів друге місце в першій лізі 2002/03, завоювавши перепустку до вищої ліги. Сезон 2003/04 і початок наступного провів у вищоліговому «Борисфені», другу половину чемпіонату 2004/05 — у «Таврії» (Сімферополь).